# Manu Morlanes
Manuel Morlanes Ariño (Zaragoza, 12 de enero de 1999), conocido como Manu Morlanes, es un futbolista español. Juega como centrocampista en el R. C. D. Mallorca de la Primera División de España.

## Trayectoria
Nacido en Zaragoza, se formó en el C. D. Miralbueno, C. D. Oliver y en el Real Zaragoza en el que jugó hasta que en 2012, llegó a la estructura del Villarreal Club de Fútbol para jugar también en categoría juvenil.
Durante la temporada 2017-18 alternó los entrenamientos con el primer equipo, ya que Calleja lo usó como recambio del lesionado Manu Trigueros, con sus participaciones en el filial del grupo III de Segunda División B, con las que se quedaría a las puertas del ascenso a la Segunda División, tras la eliminación en la final por parte del Elche C. F.
El 18 de agosto de 2018 debutó en Primera División, en la primera jornada de Liga en una derrota frente a la Real Sociedad (1-2).
El 7 de septiembre de 2020 fue cedido por el Villarreal C. F. a la U. D. Almería de la Segunda División durante una temporada, con una opción de compra incluida. Esta se hizo efectiva, pero de manera inmediata el conjunto castellonense activó la opción de recompra que tenía.
A su regreso a la entidad castellonense participó en la Supercopa de Europa, pero días después volvió a salir cedido, siendo el R. C. D. Espanyol su destino. Volvió otra vez a Villarreal y disputó catorce partidos en el primer tramo de la temporada 2022-23. Esta la terminó en el R. C. D. Mallorca después de llegar a un acuerdo para una nueva cesión que incluía una opción de compra obligatoria en caso de lograr la permanencia.

## Selección nacional
Fue internacional con la selección española sub-19.

## Estadísticas

### Clubes
Actualizado al último partido disputado el 24 de mayo de 2025.
| Club | Div.          | Temporada     | Liga  | Liga  | Copas nacionales(1) | Copas nacionales(1) | Copas internacionales(2) | Copas internacionales(2) | Total | Total |
| Club | Div.          | Temporada     | Part. | Goles | Part.               | Goles               | Part.                    | Goles                    | Part. | Goles |
| --- | ------------- | ------------- | ----- | ----- | ------------------- | ------------------- | ------------------------ | ------------------------ | ----- | ----- |
| Villarreal C. F. "C" · España | 3.ª           | 2015-16       | 27    | 0     | —                   | —                   | —                        | —                        | 27    | 0     |
| Villarreal C. F. "C" · España | 3.ª           | 2016-17       | 13    | 2     | —                   | —                   | —                        | —                        | 13    | 2     |
| Villarreal C. F. "C" · España | Total club    | Total club    | 40    | 2     | 0                   | 0                   | 0                        | 0                        | 40    | 2     |
| Villarreal C. F. "B" · España | 2.ª B         | 2016-17       | 3     | 0     | —                   | —                   | —                        | —                        | 3     | 0     |
| Villarreal C. F. "B" · España | 2.ª B         | 2017-18       | 33    | 1     | —                   | —                   | —                        | —                        | 33    | 1     |
| Villarreal C. F. "B" · España | 2.ª B         | 2018-19       | 10    | 1     | —                   | —                   | —                        | —                        | 10    | 1     |
| Villarreal C. F. "B" · España | Total club    | Total club    | 46    | 2     | 0                   | 0                   | 0                        | 0                        | 46    | 2     |
| Villarreal C. F. · España | 1.ª           | 2017-18       | 0     | 0     | 0                   | 0                   | 1                        | 0                        | 1     | 0     |
| Villarreal C. F. · España | 1.ª           | 2018-19       | 10    | 0     | 1                   | 0                   | 5                        | 1                        | 16    | 1     |
| Villarreal C. F. · España | 1.ª           | 2019-20       | 9     | 0     | 4                   | 0                   | —                        | —                        | 13    | 0     |
| U. D. Almería · España | 2.ª           | 2020-21       | 37    | 1     | 1                   | 0                   | —                        | —                        | 38    | 1     |
| U. D. Almería · España | Total club    | Total club    | 37    | 1     | 1                   | 0                   | 0                        | 0                        | 38    | 1     |
| Villarreal C. F. · España | 1.ª           | 2021-22       | —     | —     | —                   | —                   | 1                        | 0                        | 1     | 0     |
| R. C. D. Espanyol · España | 1.ª           | 2021-22       | 27    | 2     | 3                   | 0                   | —                        | —                        | 30    | 2     |
| R. C. D. Espanyol · España | Total club    | Total club    | 27    | 2     | 3                   | 0                   | 0                        | 0                        | 30    | 2     |
| Villarreal C. F. · España | 1.ª           | 2022-23       | 4     | 0     | 3                   | 0                   | 7                        | 0                        | 14    | 0     |
| Villarreal C. F. · España | Total club    | Total club    | 23    | 0     | 8                   | 0                   | 14                       | 1                        | 45    | 1     |
| R. C. D. Mallorca · España | 1.ª           | 2022-23       | 12    | 1     | —                   | —                   | —                        | —                        | 12    | 1     |
| R. C. D. Mallorca · España | 1.ª           | 2023-24       | 35    | 0     | 6                   | 0                   | —                        | —                        | 41    | 0     |
| R. C. D. Mallorca · España | 1.ª           | 2024-25       | 23    | 0     | 1                   | 0                   | —                        | —                        | 24    | 0     |
| R. C. D. Mallorca · España | Total club    | Total club    | 70    | 1     | 7                   | 0                   | 0                        | 0                        | 77    | 1     |
| Total carrera | Total carrera | Total carrera | 243   | 8     | 19                  | 0                   | 14                       | 1                        | 276   | 9     |
| (1) Incluye datos de la Copa del Rey y Supercopa de España. (2) Incluye datos de la Liga Europa de la UEFA, Supercopa de Europa y Liga Europa Conferencia de la UEFA. |               |               |       |       |                     |                     |                          |                          |       |       |